# Functies binnen scouting
Er zijn verschillende functies binnen Scouting, de internationale jeugdorganisatie. De grote scheidingslijn zit tussen de jeugdleden en kaderleden. Een kaderlid kan leiding, teamleider of bestuur zijn, maar ook iemand die alleen op een locatie helpt.

## Lijst van (huidige) functies
- Admiraal - leidinggevende bij een admiraliteit
- Assistent deputy campchief of subgroepbegeleider - trainer op een gilwelltraining
- Bestuur (groep) - verenigings- en/of stichtingsbestuur van een scoutinggroep
- Bestuur (regio) - bestuur van een scoutingregio
- Bestuur (landelijk) - bestuur van Scouting Nederland
- Deputy campchief of teambegeleider - hoofd van de trainers op een gilwelltraining
- Groepsbegeleider - bestuurder van een scoutinggroep die de stafteams en stafleden begeleidt en ondersteunt.
- Groepsraad - hoogste orgaan van een scoutinggroep (algemene ledenvergadering)
- Hoofdverkenner - (Engels: "Chief Scout") de hoogste geüniformeerde functie binnen een Scoutingorganisatie (voor jongens) in een land.
- Leiding - algemene naam voor een leidinggevende bij een activiteit
- Praktijkbegeleider - bestuurslid of bestuursadviseur m.b.t. de ontwikkeling van stafleden
- Spelleiding - naam voor de groep leidinggevenden bij één bepaalde leeftijdscategorie
- Speltakleiding - naam voor de groep leidinggevenden bij één bepaalde speltak
- Staf - alle leidinggevenden van een scoutinggroep bij elkaar
- Staflid - leidinggevende bij een speltak, onderdeel van een speltakleiding
- Stafteam - synoniem aan speltakleiding
- Teamleider - eindverantwoordelijke van een stafteam

Naast bovenstaande functies, zijn er ook nog verschillende leidersnamen en ploegleiders. Leidersnamen zijn de namen die gedragen worden door de hoofdleiding binnen een speltak, ploegleiders zijn de namen die gedragen worden door de jeugdleden die een bepaalde verantwoordelijkheid hebben.

## Lijst van historische functies
- Aalmoezenier - functie binnen de voormalige Katholieke Verkenners
- Assistent-districtscommissaris - oude benaming voor bestuursleden (niet de voorzitter) van een district
- Districtscommissaris - oude benaming voor de voorzitter van een district (scouting)
- Groepsleider - behoort tot het groepsbestuur van een scoutinggroep
- Hoofdcommissaris - voorzitter van het Nationaal Hoofdkwartier
- Hoofdkwartiercommissaris - voorzitter van een (organisatie-)onderdeel van het Nationaal Hoofdkwartier
- Koninklijk commissaris - ceremoniële functie, vervuld door een lid van het koninklijk huis
- Hopman - teamleider binnen de verkennerspeltak
- Vaandrig - leider binnen de verkennerspeltak

## Vlaanderen
Scouts en Gidsen Vlaanderen heeft een welbepaalde structuur. Hier worden de functies omschreven in hiërarchische volgorde.
- Leider: Heeft een leidinggevende functie
- Takleider: Is het hoofd van een speltak, heeft leiders naast hem.
- Groepsleider (GRL): Is het hoofd van een hele groep.
- Districtscommissaris (DC): Is voorzitter, commissaris en beheerder van het district (7 à 15 groepen)
- Gouwvoorzitter (GV): Is voorzitter van de gouw (4 à 6 districten)
- Gouwcommissaris (GC): Vertegenwoordigt de gouw in het verbond en ziet toe op pedagogie.
- Gouwbeheerder (GB): Is de verantwoordelijke voor het financieel beleid van de gouw en houdt overzicht op de boekhouding.
- Verbondsvoorzitter (VV): De “verbondsvoorzitter” is als vrijwilliger in scouting de hoogste verkozen functie binnen de Scouts en Gidsen Vlaanderen. Hij leidt de verbondsraad (algemene vergadering), het verbondsbestuur (raad van beheer) en coördineert met het verbondsbureau de hele nationale structurele werking van onze organisatie.
- Verbondscommissaris (VC): de pedagogische eindverantwoordelijke van Scouts en Gidsen Vlaanderen. De VC staat aan het hoofd van de nationale leiding en coördineert de pedagogische werking (Zeescouting, Akabe, commissariaat Groepsleiding, de takken ...). Hij is ook afgevaardigd beheerder van deScouts en Gidsen Vlaanderen en de verkozen officiële vertegenwoordiger van de beweging. Hij leidt de staf en het managementteam.
- Verbondsbeheerder (VB): is zoals de VV een vrijwillige scout. Samen met de VC vormen ze het verbondsbureau dat de structurele werking coördineert van Scouts en Gidsen Vlaanderen. Hij is als VB eindverantwoordelijke voor het financieel beleid en houdt overzicht op de boekhouding, het nationaal secretariaat, Hopper winkel en Hopper jeugdverblijf.